# Vagros

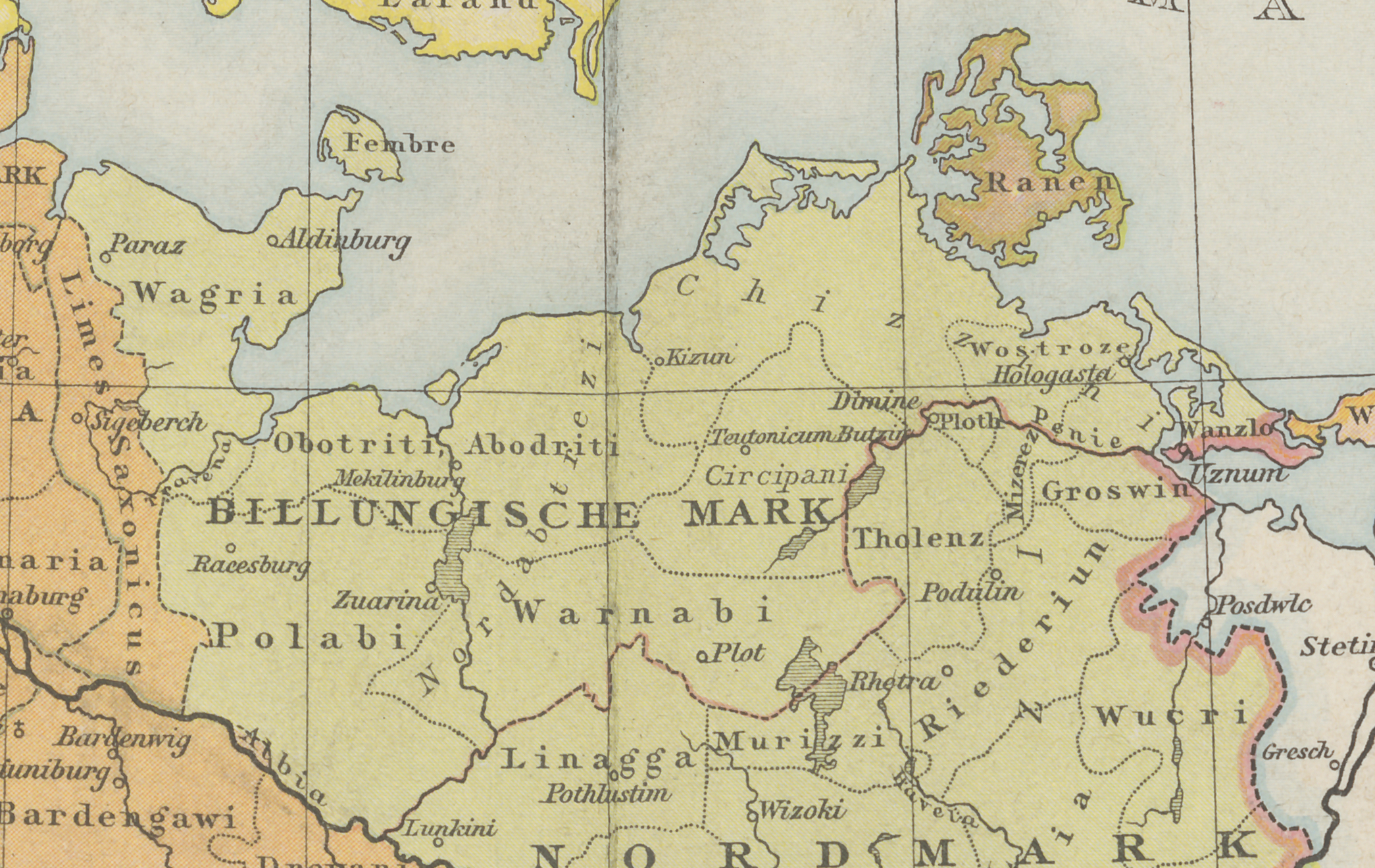
Área tribal vagra

Os vagros (em latim: vagri ou wagri; em russo: Вагры); de acordo com A. Schmitz e A. Groile, do alemão: wāga-warijōz, "que vivem no mar") foram uma tribo eslava ocidental que viveu na Idade Média na península de Vágria. Uma das tribos dos eslavos polábios. Os vagrianos eram a tribo mais a noroeste da aliança obodrita.